# Inscripció bilingüe de Tell fekheriye
La inscripció bilingüe de Hadad-yiyh'i de Tell Fekheriye és una inscripció commemorativa d'època neoassíria gravada en llengua accàdia i aramea sobre la falda d'una estàtua antropoide de basalt. Aquesta peça es va descobrir el 22 de febrer de 1979 al jaciment de Tell Fekheriye, al nord de l'actual Síria. L'estàtua representa Hadad-yith'i, governador de Guzana, un antic territori a la riba del riu Ḫabur, vassall de l'Imperi Neoassiri. La inscripció és considerada una de les evidències més importants del contacte lingüístic i administratiu entre el món assiri i les poblacions aramees de la regió. Actualment, es conserva al Museu Nacional de Damasc.

## Descobriment
L'estàtua va ser trobada de manera fortuïta durant unes obres a la cantonada sud-oest del jaciment de Tell Fekheriye, situat a prop de la moderna Ras al-Ayn, a Síria. Malgrat que el lloc ja havia estat parcialment excavat anteriorment per missions americanes als anys 1940 i per un equip alemany entre 1955 i 1956, la troballa de 1979 va tenir un impacte excepcional.
El descobriment va ser atribuït a l'arqueòleg sirià Abdel-Karim, que ràpidament va identificar el valor històric i epigràfic de la peça. La presència d'una inscripció en dues llengües —acadi i arameu— gravada a la faldilla de la túnica de l'estàtua la convertí en una de les inscripcions bilingües més significatives de l'Orient Pròxim antic.

### Localització actual
Des de la seva descoberta, l'estàtua es conserva i exposa al Museu Nacional de Damasc, on es presenta com un dels testimonis més rellevants de l'epigrafia aramea i acadia de l'època.

## Context històric i datació
La inscripció s'emmarca dins els processos d'expansió i consolidació de l'Imperi Neoassiri a Síria durant el segle IX aC. Després d'una guerra civil a l'imperi entre els anys 827 i 820 aC, diversos territoris de Síria van deixar de pagar tribut a Assíria i es van rebel·lar. La frontera occidental de l'imperi va retrocedir fins al riu Ḫabur, a la regió de Guzana, una zona de gran importància estratègica i econòmica.
En aquest context, Hadad-yith'i, fill del governant anterior, va accedir al poder com a rei-governador vassall i va dedicar una estàtua de si mateix al déu Adad, divinitat semítica de la pluja i la tempesta, per tal de legitimar la seva autoritat i assegurar la protecció divina. És probable que l'estàtua s'ubiqués originalment en un santuari dedicat a Adad a Sikan, capital de la regió. Aquesta estàtua hauria substituït una peça anterior destruïda durant una revolta.
La datació més acceptada situa la peça a mitjan segle IX aC, al voltant del 850 aC. Tanmateix, alguns investigadors han plantejat la possibilitat que pertanyi al segle VIII aC, especialment per les semblances formals amb altres peces d'aquest període i pel fet que Guzana es convertí en província assíria després de revoltes posteriors. Algunes fonts proposen que Hadad-yith'i podria haver governat també entre els anys 763 i 727 aC, en un context similar de rebel·lió i reorganització administrativa.

## Descripció de l'estàtua
L'estàtua està tallada en basalt de color gris fosc i mesura 1,65 metres d'alçada sense la base, arribant als 2 metres totals amb ella. La base fa 0,35 metres d'alçada, 0,46 de llargada i 0,45 d'amplada. Representa una figura masculina dempeus, amb una túnica llarga que li arriba fins als peus. El pentinat i la indumentària combinen elements propis de l'alta dignitat local amb influències assíries, fet que facilita la seva datació estilística.
Les inscripcions estan distribuïdes a la faldilla de la túnica:
- La inscripció acadia ocupa la part frontal, amb 38 línies de text cuneïforme.
- La inscripció aramea, situada al revers, conté 23 línies amb 198 paraules i 733 lletres, perfectament conservades i separades per signes divisoris especials.

Les dues últimes línies de la inscripció aramea travessen la costura damunt el serrell de la túnica, un indici que l'acadi fou gravat en primer lloc, essent la inscripció principal, atès que era la llengua oficial de l'Imperi Neoassiri. L'arameu, per la seva banda, s'adreçava a la població local, majoritàriament aramea, que sovint desconeixia l'acadi.

## Contingut de les inscripcions
El contingut de la inscripció acadia es conserva complet i estructurat en diverses parts:
1. Invocació i dedicatòria: Hadad-yith'i ofereix l'estàtua al déu Adad en senyal d'agraïment per la seva salut, la prosperitat, la descendència i la benevolència divina sobre el seu govern.
2. Precs de protecció: Demana que, si en el futur algú troba l'estàtua danyada, la restauri i mantingui inscrit el seu nom. En canvi, adverteix que qui intenti substituir el seu nom pel propi sigui maleït per Adad.
3. Identificació del governant: La inscripció especifica que l'estàtua representa Hadad-yith'i, governador de Guzana, Sikan i Zarani, tot desitjant que el seu regnat i la seva descendència perdurin i que el territori sota el seu control s'ampliï.
4. Malediccions: Com era habitual en la tradició mesopotàmica, la inscripció finalitza amb una sèrie d'amenaces contra qualsevol que profani, destrueixi o manipuli el text o la imatge de l'estàtua.

Tot i que la inscripció aramea és una versió adaptada de l'acadia, presenta algunes diferències, especialment pel que fa a l'origen geogràfic d'Hadad-yith'i i determinades fórmules de veneració.

## Importància històrica i epigràfica
La inscripció de Hadad-yith'i és considerada una de les primeres inscripcions bilingües acadi-aramees conegudes i un testimoni excepcional de la coexistència administrativa, cultural i religiosa entre l'Imperi Neoassiri i les poblacions aramees de Síria. També aporta informació valuosa sobre els rituals de legitimitat política, el culte a Adad i la difusió de l'arameu com a llengua administrativa a la regió.
La peça és d'especial interès per als estudis de paleografia, ja que permet comparar les eines i tècniques d'escriptura utilitzades pels escribes assiris durant els regnats d'Assurnasirpal II i successors.